# 오다 나가타카 (아즈치모모야마 시대)
오다 나가타카(織田長孝)는 아즈치모모야마 시대부터 에도 시대 초기까지의 다이묘이다. 미노 노무라번 초대 번주. 아명은 아카치요(赤千代). 별병은 겐지로(源二郎)로 오다 나가마스의 장남이다.
| 전임 (오다 나가마스) | 제1대 오다씨 단조노조 분가 나가타카류 당주 1600년 ~ 1606년 | 후임 오다 나가노리 |

|  | 제1대 노무라번 번주 1600년 ~ 1606년 | 후임 오다 나가노리 |